# Peyraud
Pour les articles homonymes, voir Peyraud (homonymie).
Peyraud est une commune française, située dans le département de l'Ardèche en région Auvergne-Rhône-Alpes.

## Géographie

### Situation et relief
La commune étend ses 6 km2 sur des reliefs variés, au bord de l'ancien Rhône. Le village s'est installé au pied de la côte boisée qui fait la transition avec le plateau. La partie de rive la plus proche du Rhône reste humide et inondable. Au-delà, les terrains alluvionnaires ont offert une terre facile à travailler, et une dizaine d'agriculteurs entretiennent sa fertilité.
La commune s'étend aussi sur les bords du plateau, des deux côtés du ruisseau du Crémieux. Au nord-ouest elle inclut les hameaux de Verlieux et de Maze, qui regroupent un peu plus de 10 % de la population communale. Plusieurs vignerons y produisent du Saint-Joseph. Au sud-ouest, ce sont des surfaces boisées et des cultures, jusqu'aux abords de la commune de Bogy et de son hameau de Charbieux

### Communes limitrophes
Dans l’Isère, au nord se trouve Sablons. Dans la Drôme, à l’est Saint-Rambert-d'Albon. Dans l’Ardèche, au sud-est Champagne, au sud-ouest Bogy, à l’ouest Peaugres et au nord Serrières.

### Climat
Pour des articles plus généraux, voir Climat d'Auvergne-Rhône-Alpes et Climat de l'Ardèche.
En 2010, le climat de la commune est de type climat du Bassin du Sud-Ouest, selon une étude du CNRS s'appuyant sur une série de données couvrant la période 1971-2000. En 2020, Météo-France publie une typologie des climats de la France métropolitaine dans laquelle la commune est dans une zone de transition entre le climat de montagne et le climat méditerranéen et est dans une zone de transition entre les régions climatiques « Moyenne vallée du Rhône » et « Sud-est du Massif Central ».
Pour la période 1971-2000, la température annuelle moyenne est de 12,4 °C, avec une amplitude thermique annuelle de 17,8 °C. Le cumul annuel moyen de précipitations est de 837 mm, avec 7,7 jours de précipitations en janvier et 5,8 jours en juillet. Pour la période 1991-2020, la température moyenne annuelle observée sur la station météorologique de Météo-France la plus proche, sur la commune de Sablons à 2 km à vol d'oiseau, est de 13,3 °C et le cumul annuel moyen de précipitations est de 805,2 mm,. Pour l'avenir, les paramètres climatiques de la commune estimés pour 2050 selon différents scénarios d'émission de gaz à effet de serre sont consultables sur un site dédié publié par Météo-France en novembre 2022.

### Hydrographie
Le territoire communal de Peyraud est longé dans sa partie orientale par le Rhône.

### Voies de communication
La commune est traversée dans sa partie orintake par la route départementale 86 (ancienne route nationale 86).

## Urbanisme

### Typologie
Au 1er janvier 2024, Peyraud est catégorisée commune rurale à habitat dispersé, selon la nouvelle grille communale de densité à sept niveaux définie par l'Insee en 2022.
Elle est située hors unité urbaine. Par ailleurs la commune fait partie de l'aire d'attraction de Roussillon, dont elle est une commune de la couronne,. Cette aire, qui regroupe 27 communes, est catégorisée dans les aires de 50 000 à moins de 200 000 habitants,.

### Occupation des sols
L'occupation des sols de la commune, telle qu'elle ressort de la base de données européenne d’occupation biophysique des sols Corine Land Cover (CLC), est marquée par l'importance des territoires agricoles (49,8 % en 2018), en diminution par rapport à 1990 (51,7 %). La répartition détaillée en 2018 est la suivante : 
forêts (32,8 %), cultures permanentes (23,5 %), zones agricoles hétérogènes (16,1 %), terres arables (10,2 %), milieux à végétation arbustive et/ou herbacée (5,3 %), zones urbanisées (5,2 %), eaux continentales (4,7 %), mines, décharges et chantiers (2,1 %).
L'évolution de l’occupation des sols de la commune et de ses infrastructures peut être observée sur les différentes représentations cartographiques du territoire : la carte de Cassini (XVIIIe siècle), la carte d'état-major (1820-1866) et les cartes ou photos aériennes de l'IGN pour la période actuelle (1950 à aujourd'hui).

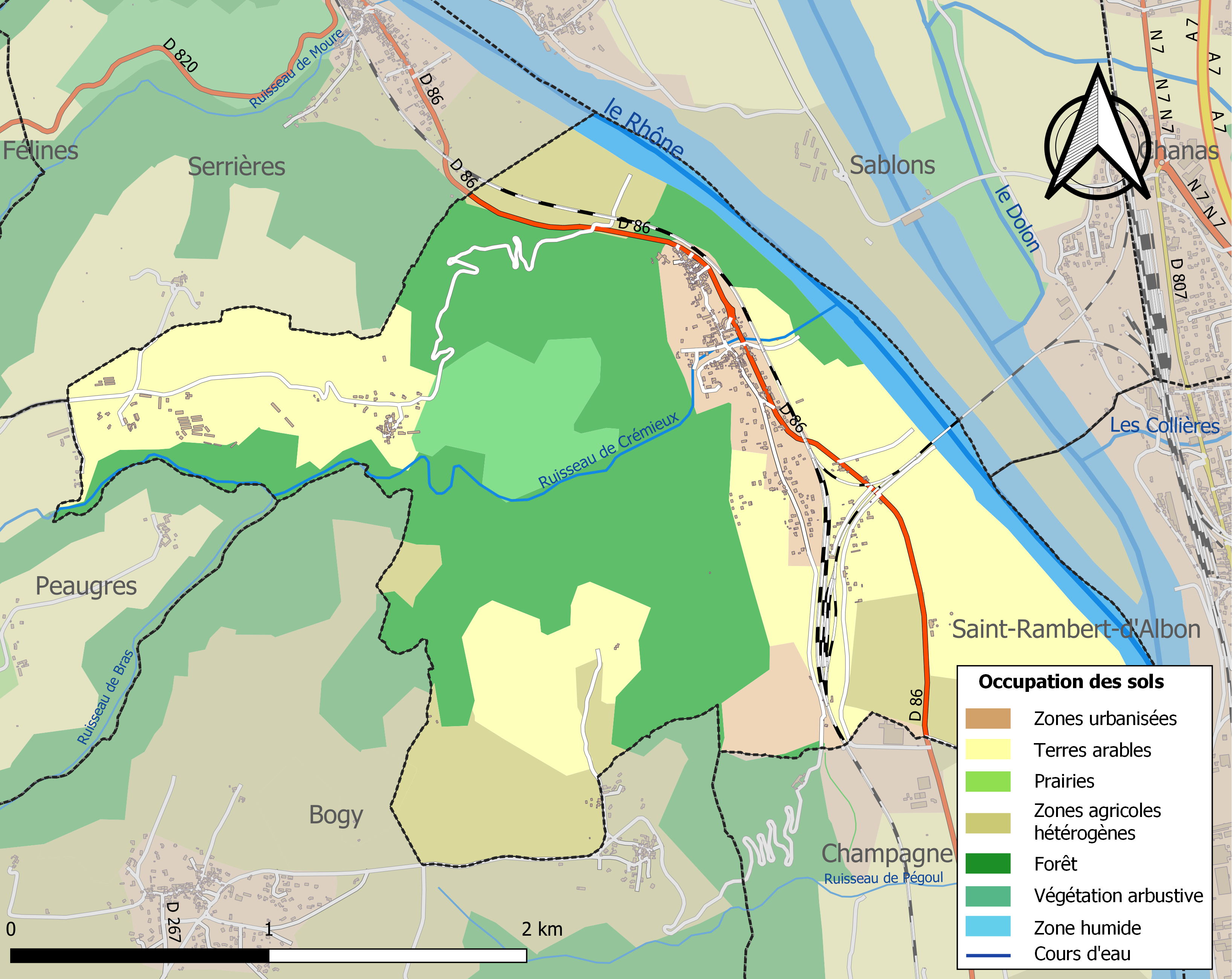
Carte des infrastructures et de l'occupation des sols de la commune en 2018 (CLC).
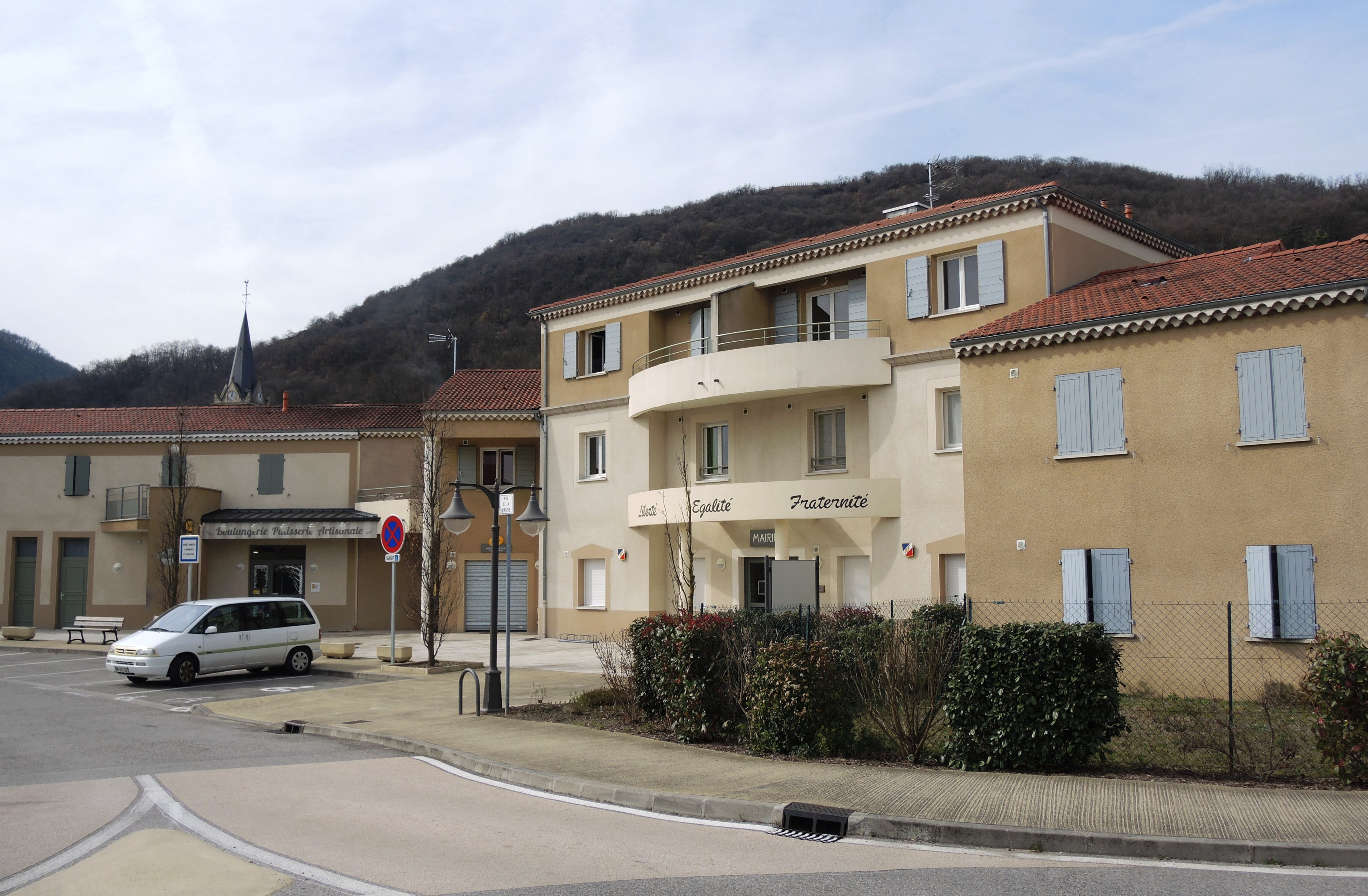
La place de la mairie, avec son commerce.

## Toponymie
Le nom de Peyraud est vraisemblablement une allusion à une « pierre », sans doute les rochers près desquels passait le Rhône au niveau du château.

## Histoire

### Antiquité

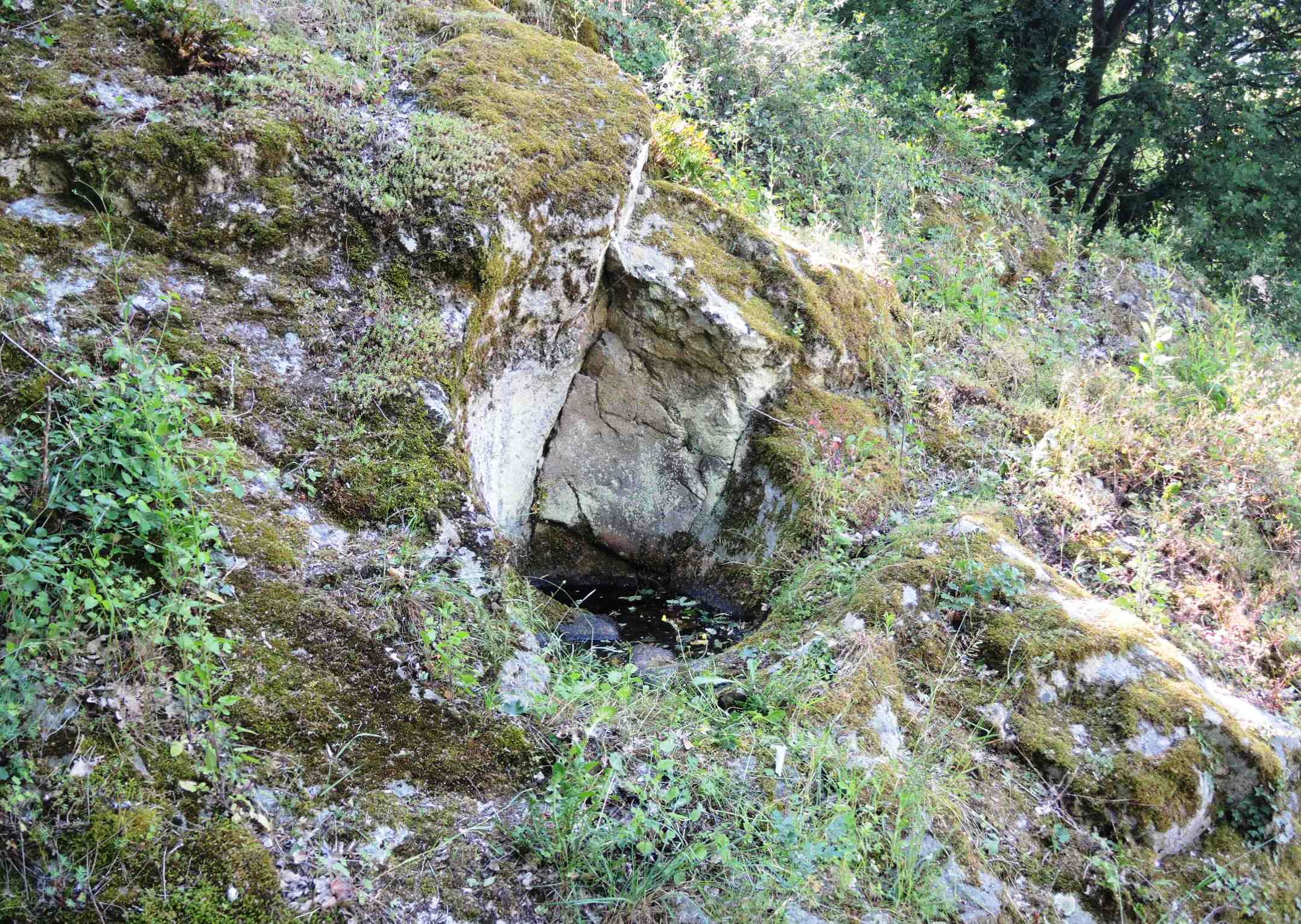
La source-fontaine de Bonnefont.

Le territoire de la commune a été occupé dès l'époque gallo-romaine. Des tuiles romaines ont été retrouvées au-dessus du cimetière, à Verlieux, près du château, et au sud à Terre Carrée.
Au IVe siècle, des légendes font état d'un passage à Peyraud de saint Martin, le christianisateur de la Gaule, évêque de Tours en 371 et décédé en 397. La fontaine de Bonnefont aurait jailli sous les sabots de son cheval, dont deux empreintes semblent être restées gravées dans le rocher.

### Moyen Âge

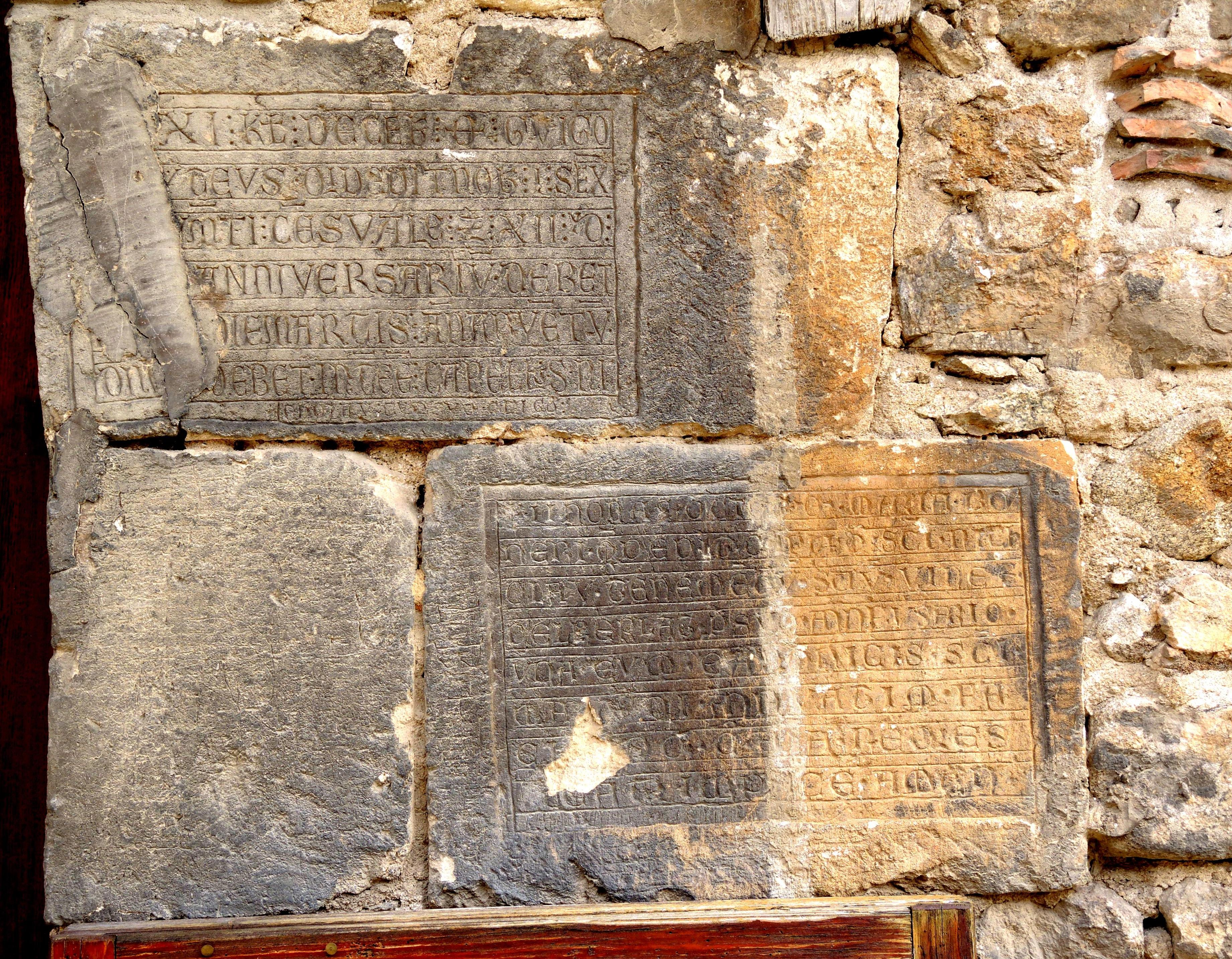
Deux plaques d'inscriptions anciennes sont enchâssées près de l'entrée de l'église.

Du Moyen Âge, on retrouve deux inscriptions du XIIe siècle encastrées dans le mur extérieur de l'église près de la porte d'entrée. Par ailleurs, une bulle papale de 1206 confirme aux chanoines de l'ordre de Saint-Ruf la gestion de l'église Saint-Martin et de ses dépendances. Un prieuré devait donc y être institué, avec sans doute au moins quatre religieux. En 1408, une autre bulle signale comme dépendances de la paroisse une chapelle Saint-Nicolas à Peyraud, la chapelle Sainte-Marie de Verlieux et la chapelle Saint-Blaise de Bogy. Le prieuré existait toujours en 1687.
Le château actuel a été précédé par au moins deux autres édifices. Un premier bâtiment, sans doute un château fort percevant des péages au bord du Rhône, a été détruit en 1350 par la ville de Lyon, en représailles à un conflit qui l'opposait à Aymar de Roussillon. Le territoire a ensuite été vendu, en 1379, par les Roussillon à la famille de Fay. Un second château, reconstruit, n'a pas survécu aux guerres de Religion. Son jeune seigneur Jean de Fay avait pris parti pour les protestants. En représailles, les catholiques ont détruit son château en 1574. Les bâtiments actuels datent pour l'essentiel de 1720,.

### Époque contemporaine

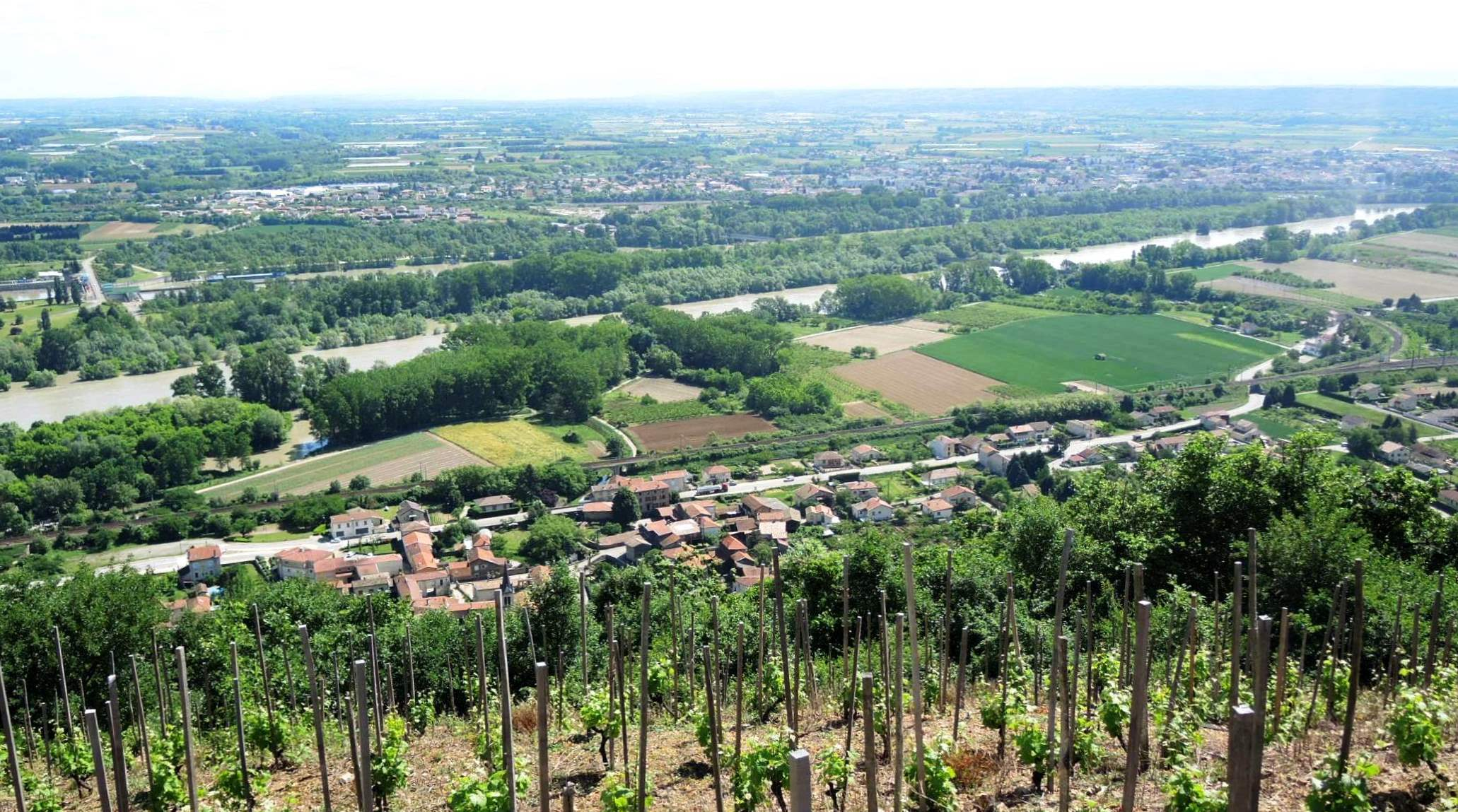
Un village entre Rhône et coteaux, étalé le long des voies de communication. Au sud (à droite), la bifurcation ferroviaire qui traverse le Rhône.

Le village, d'abord regroupé au pied du château, s'est peu à peu étendu vers le sud, de part et d'autre de ce qui devait être la route principale. Le tracé de la route nationale 86 s'est ensuite détourné du centre village pour le contourner par l'est.
La voie ferrée construite en 1873 (ligne de la rive droite du Rhône), a suivi un tracé parallèle. La gare de Peyraud existe depuis 1869 mais ne sert plus aux voyageurs depuis 1973. En 1868, un pont ferroviaire avait été construit pour relier Saint-Rambert à Annonay. Il est toujours utilisé mais la ligne entre Peyraud et Annonay n'existe plus. Pendant la guerre de 1939-1945, il a été le seul du secteur à ne pas avoir été détruit.

## Politique et administration

### Liste des maires
| Période                                  | Période                   | Identité        | Étiquette | Qualité              |
| ---------------------------------------- | ------------------------- | --------------- | --------- | -------------------- |
| Les données manquantes sont à compléter. |                           |                 |           |                      |
| avant 1981                               |                           | Jean Pignard    |           |                      |
| juin 1995                                | En cours (au 6 août 2020) | André Biennier, | DVG       | Agriculteur retraité |

## Population et société

### Démographie
L'évolution du nombre d'habitants est connue à travers les recensements de la population effectués dans la commune depuis 1793. Pour les communes de moins de 10 000 habitants, une enquête de recensement portant sur toute la population est réalisée tous les cinq ans, les populations de référence des années intermédiaires étant quant à elles estimées par interpolation ou extrapolation. Pour la commune, le premier recensement exhaustif entrant dans le cadre du nouveau dispositif a été réalisé en 2006.

En 2022, la commune comptait 517 habitants, en évolution de +2,99 % par rapport à 2016 (Ardèche : +2,48 %, France hors Mayotte : +2,11 %).
| 1793 | 1800 | 1806 | 1821 | 1831 | 1836 | 1841 | 1846 | 1851 |
| ---- | ---- | ---- | ---- | ---- | ---- | ---- | ---- | ---- |
| 441  | 350  | 377  | 411  | 412  | 432  | 418  | 429  | 400  |

| 1856 | 1861 | 1866 | 1872 | 1876 | 1881 | 1886 | 1891 | 1896 |
| ---- | ---- | ---- | ---- | ---- | ---- | ---- | ---- | ---- |
| 403  | 393  | 382  | 344  | 386  | 382  | 384  | 386  | 347  |

| 1901 | 1906 | 1911 | 1921 | 1926 | 1931 | 1936 | 1946 | 1954 |
| ---- | ---- | ---- | ---- | ---- | ---- | ---- | ---- | ---- |
| 359  | 343  | 386  | 346  | 327  | 372  | 358  | 367  | 398  |

| 1962 | 1968 | 1975 | 1982 | 1990 | 1999 | 2006 | 2011 | 2016 |
| ---- | ---- | ---- | ---- | ---- | ---- | ---- | ---- | ---- |
| 397  | 416  | 423  | 422  | 449  | 451  | 505  | 527  | 502  |

| 2021 | 2022 | - | - | - | - | - | - | - |
| ---- | ---- | - | - | - | - | - | - | - |
| 505  | 517  | - | - | - | - | - | - | - |

### Enseignement
La commune est rattachée à l'académie de Grenoble.

### Médias
La commune est située dans l'aire de distribution de deux organes de presse régionaux :
- L'Hebdo de l'Ardèche, un journal hebdomadaire français basé à Valence couvrant l'actualité de tout le département de l'Ardèche ;
- Le Dauphiné libéré, un journal quotidien de la presse écrite française régionale distribué dans la plupart des départements de l'ancienne région Rhône-Alpes, notamment l'Ardèche. La commune est située dans la zone d'édition d'Annonay.

### Cultes
L'église (propriété de la commune) et la communauté catholique de Peyraud sont rattachées à la paroisse Sainte Croix du Rhône, elle-même rattachée au diocèse de Viviers.

## Culture locale et patrimoine

### Lieux et monuments

#### Le château

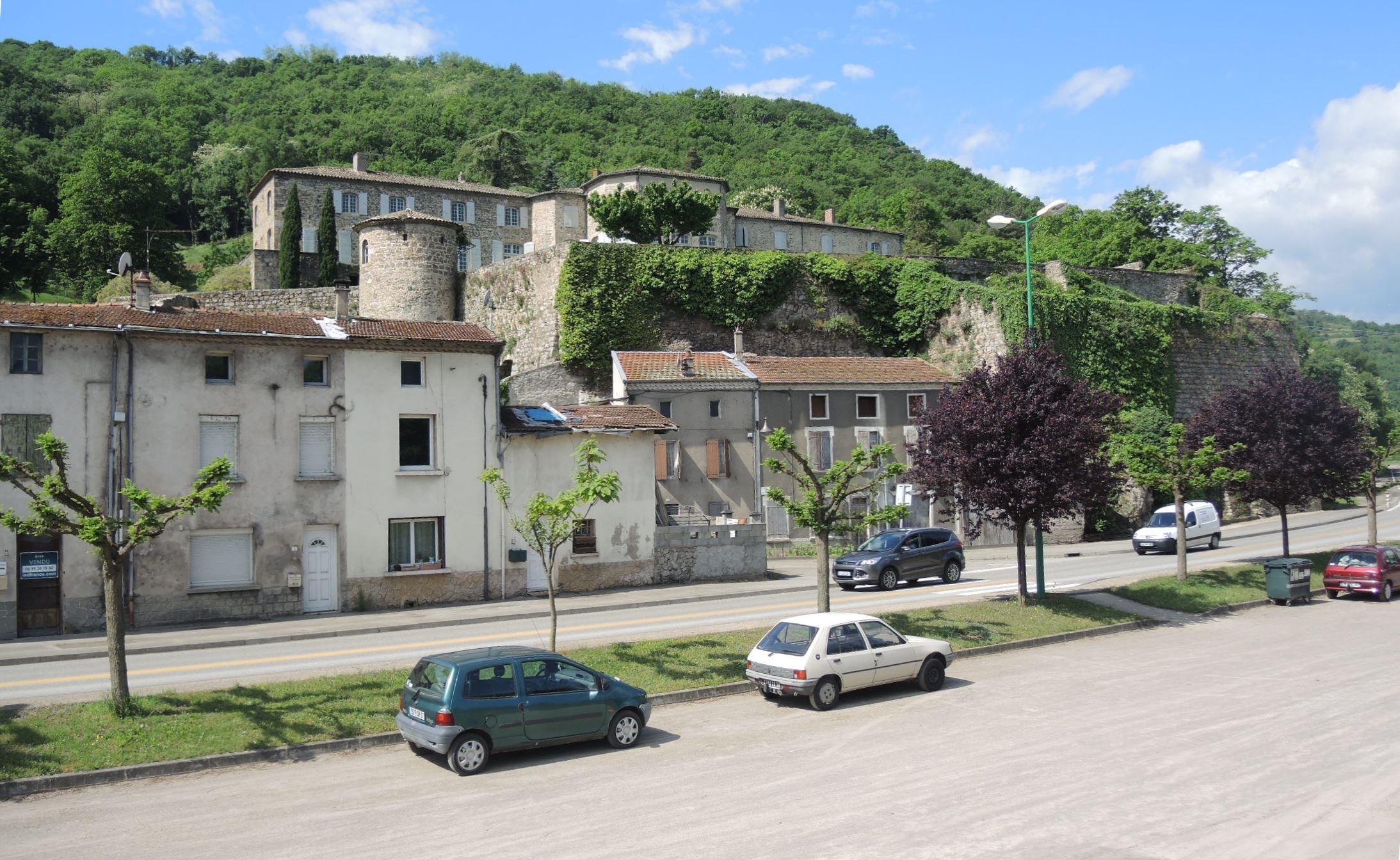
Le château reconstruit en 1720 domine toujours le village.

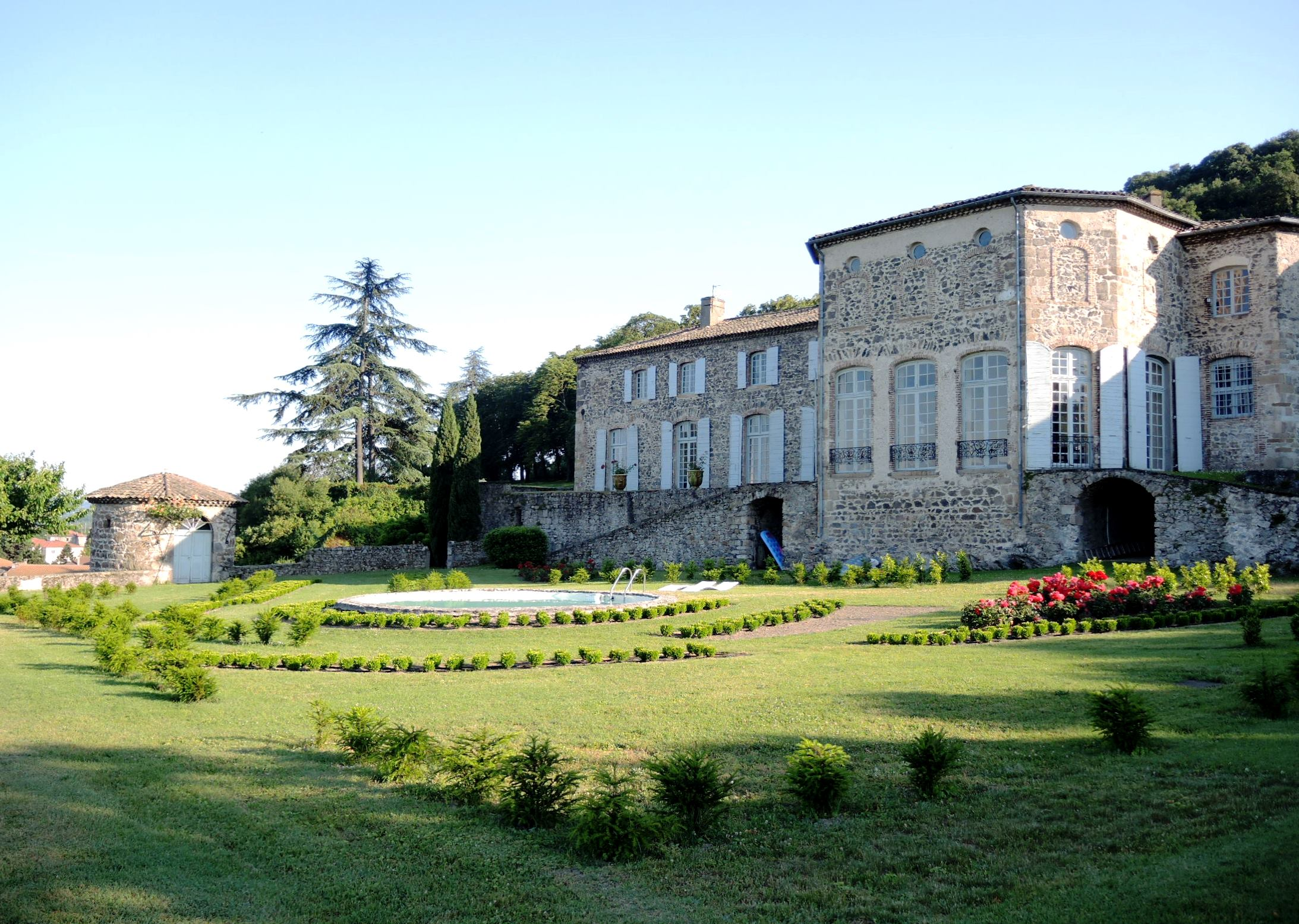
Une grande terrasse jardinée, en face du Rhône.

Sur le site du château actuel, un premier bâtiment a été détruit en 1350 par la ville de Lyon. Un second château, reconstruit, n'a pas survécu aux guerres de Religion.
Les bâtiments actuels ont conservé deux pièces voûtées moyenâgeuses mais ils datent pour l'essentiel de 1720. Ils ont été construits en demeure de plaisance par la dernière héritière de la famille de Fay et achevés d'aménager par les propriétaires suivants. La façade nord-est offre, sur 57 mètres de long, sept pièces de réception en enfilade éclairées par 18 portes-fenêtres. Une imposante terrasse, aménagée en jardin d'agrément, domine le Rhône. Il s'agit toujours d'une propriété privée,.

#### L'église et le village

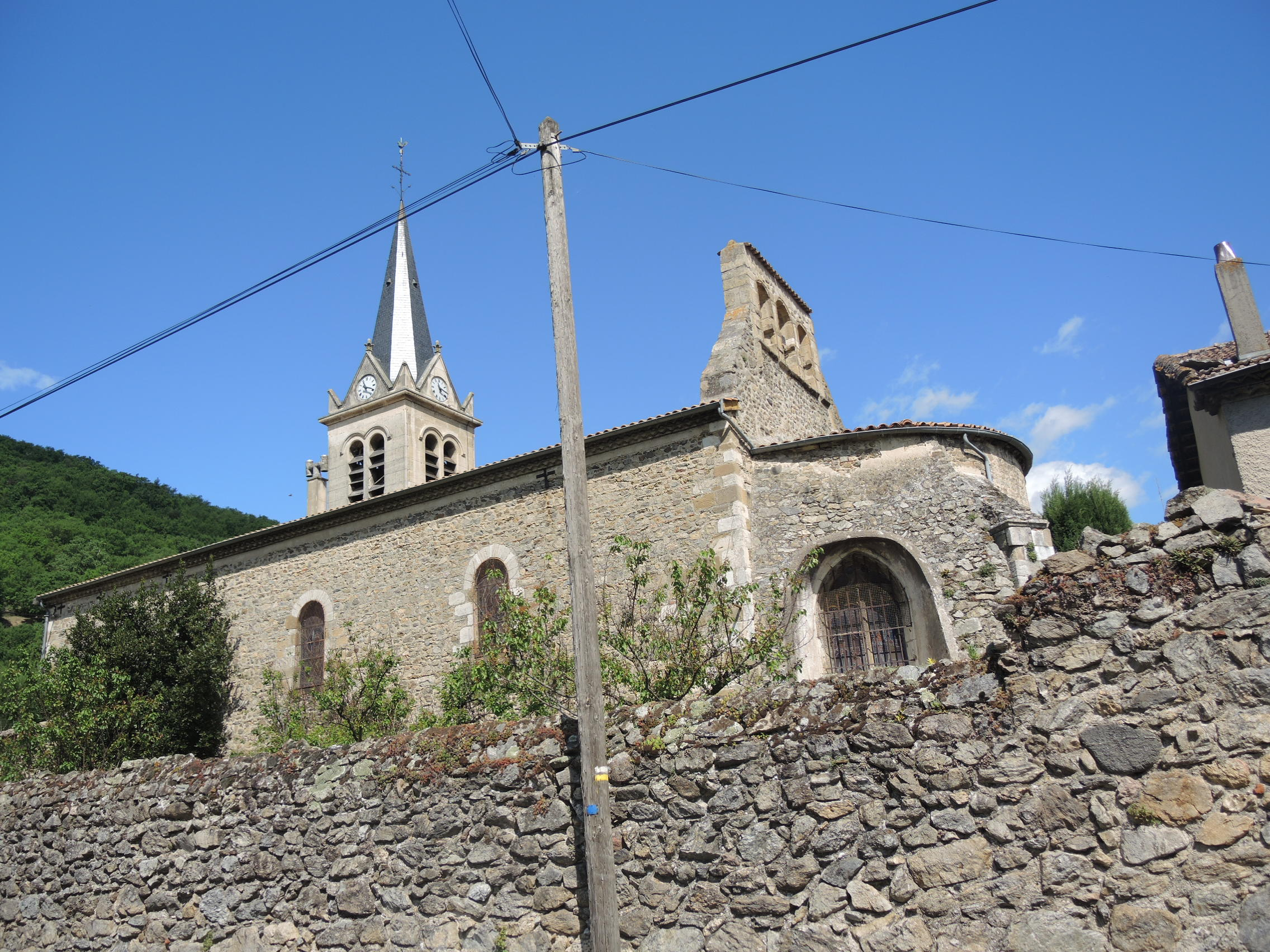
Le chœur constitue la partie la plus ancienne.

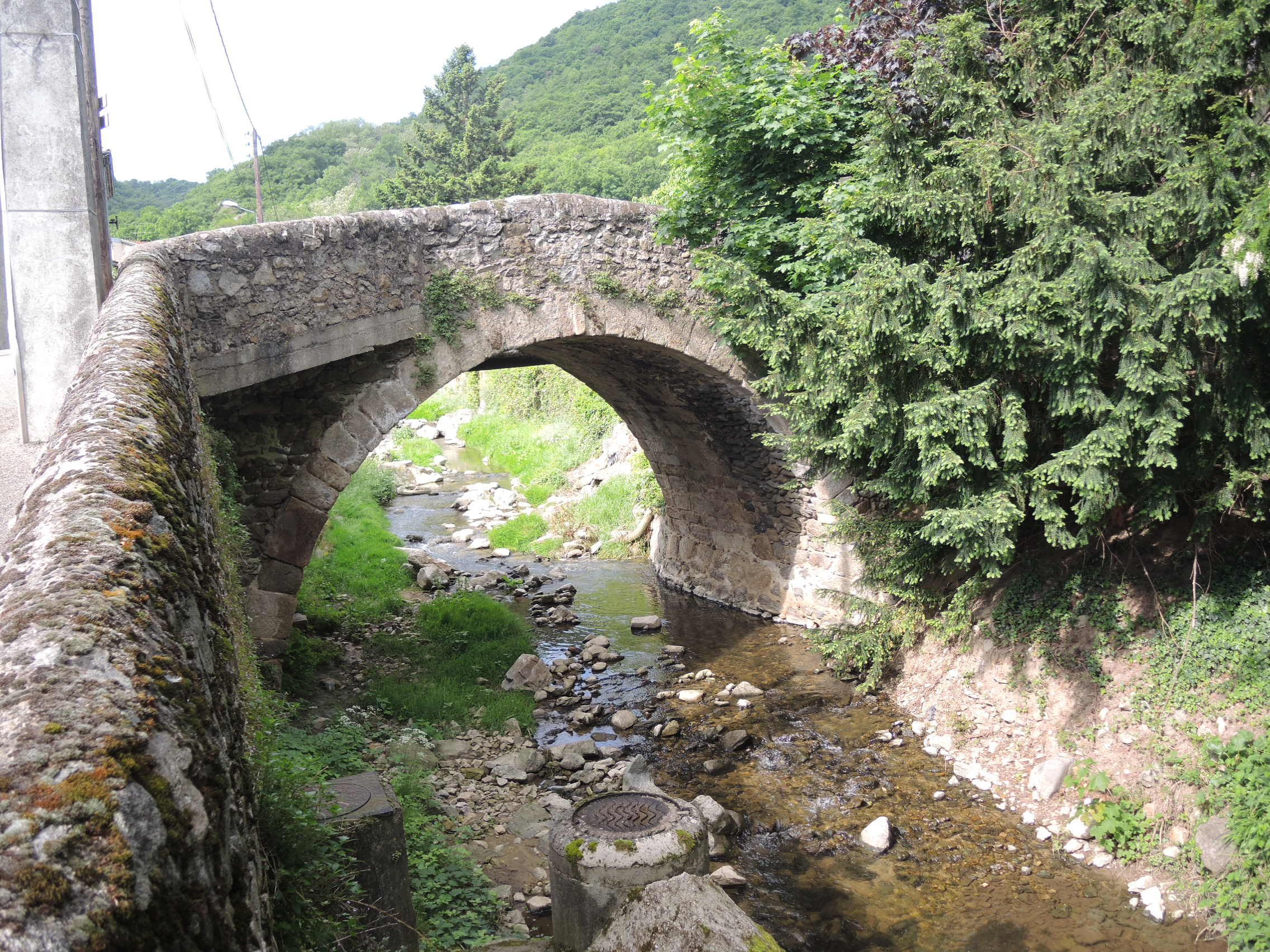
L'ancien pont sur le Crémieux, appelé « pont romain ».

L'église du village est dédiée à saint Martin, qui est peut-être passé à Peyraud au IVe siècle. Certaines de ses bases datent sans doute au moins du XIIe siècle. La nef a été reconstruite après l'incendie de l'église en 1574. Le chœur, qui y aurait réchappé, a une apparence plus ancienne et porte encore un campanile. Le clocher pointu, près de l'entrée, a été rajouté au XIXe siècle. Il a dû être refait en 1990 après avoir pris la foudre.
Près de l'église, le pont sur le ruisseau du Crémieux est appelé localement « pont romain », mais sa structure actuelle est visiblement plus récente. Il correspond en tout cas sans doute à un itinéraire ancien. Les maisons les plus anciennes se trouvent plus près du château. Les abords de la départementale 86 ont fait l'objet de réaménagements coquets.

#### La chapelle de Verlieux

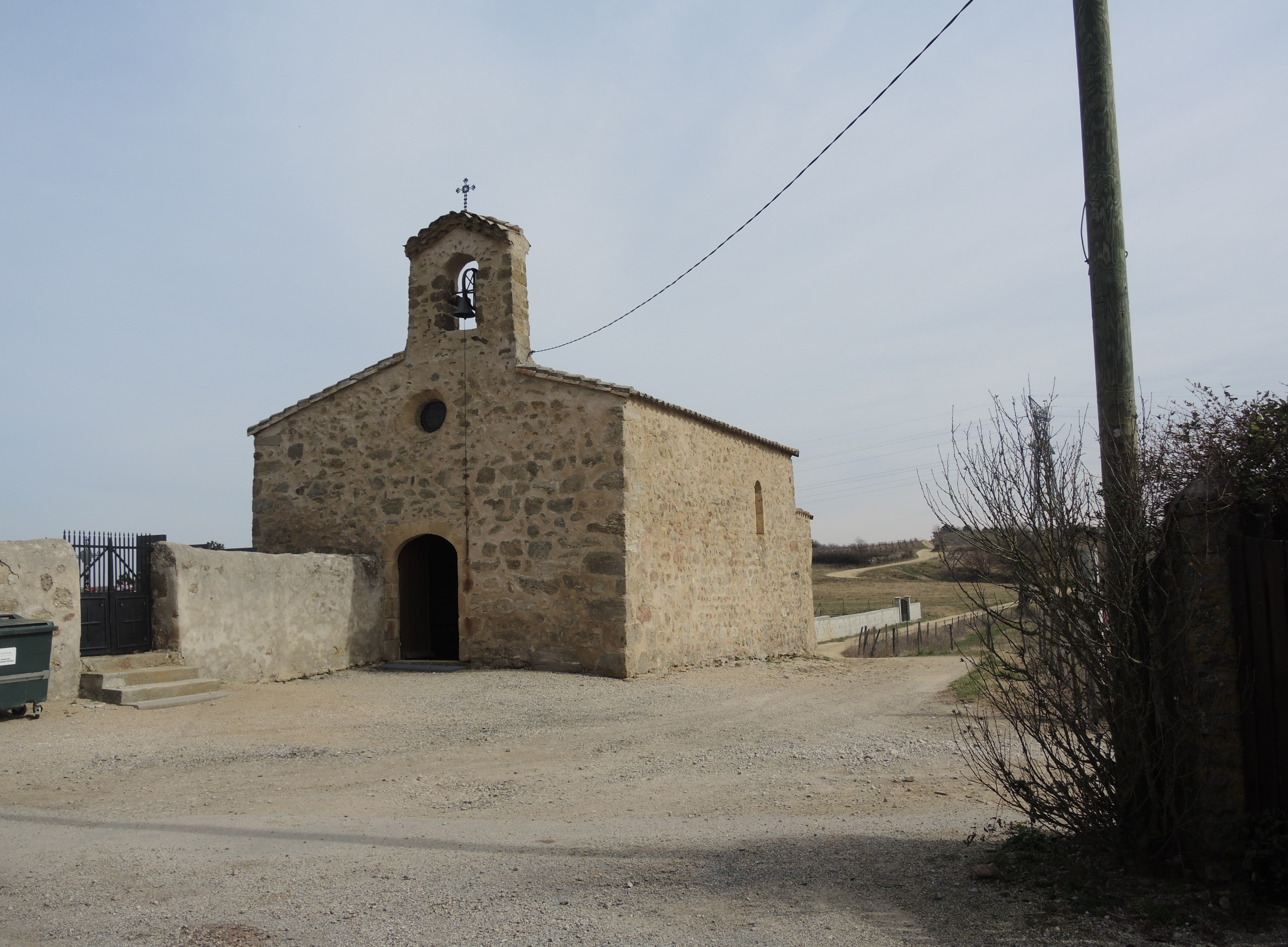
Une petite chapelle de hameau, reconstruite après les guerres de Religion.

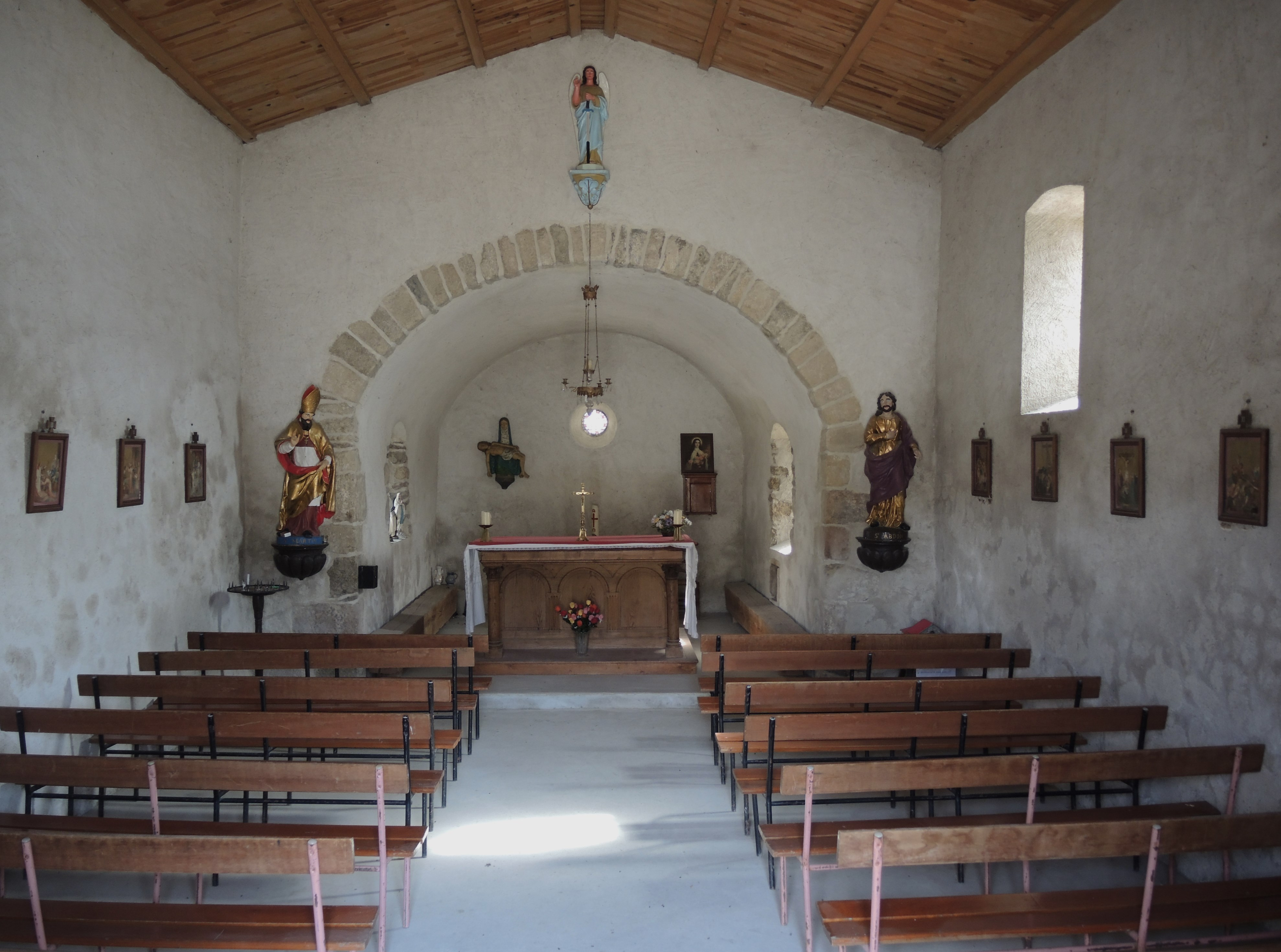
Intérieur d'une chapelle.

Le hameau de Verlieux occupe une situation pittoresque, en bordure de plateau, au-dessus de la vallée et de la plaine du Rhône. Sa chapelle de taille modeste et harmonieuse existait déjà en 1206. Mais elle a été reconstruite après les guerres de Religion du XVIe siècle, sans doute par les gens du pays. Elle est dédiée à Notre Dame de la Pitié. Elle est le siège d'une fête paroissiale le premier dimanche de septembre,.

#### Le carrefour et le pont ferroviaires

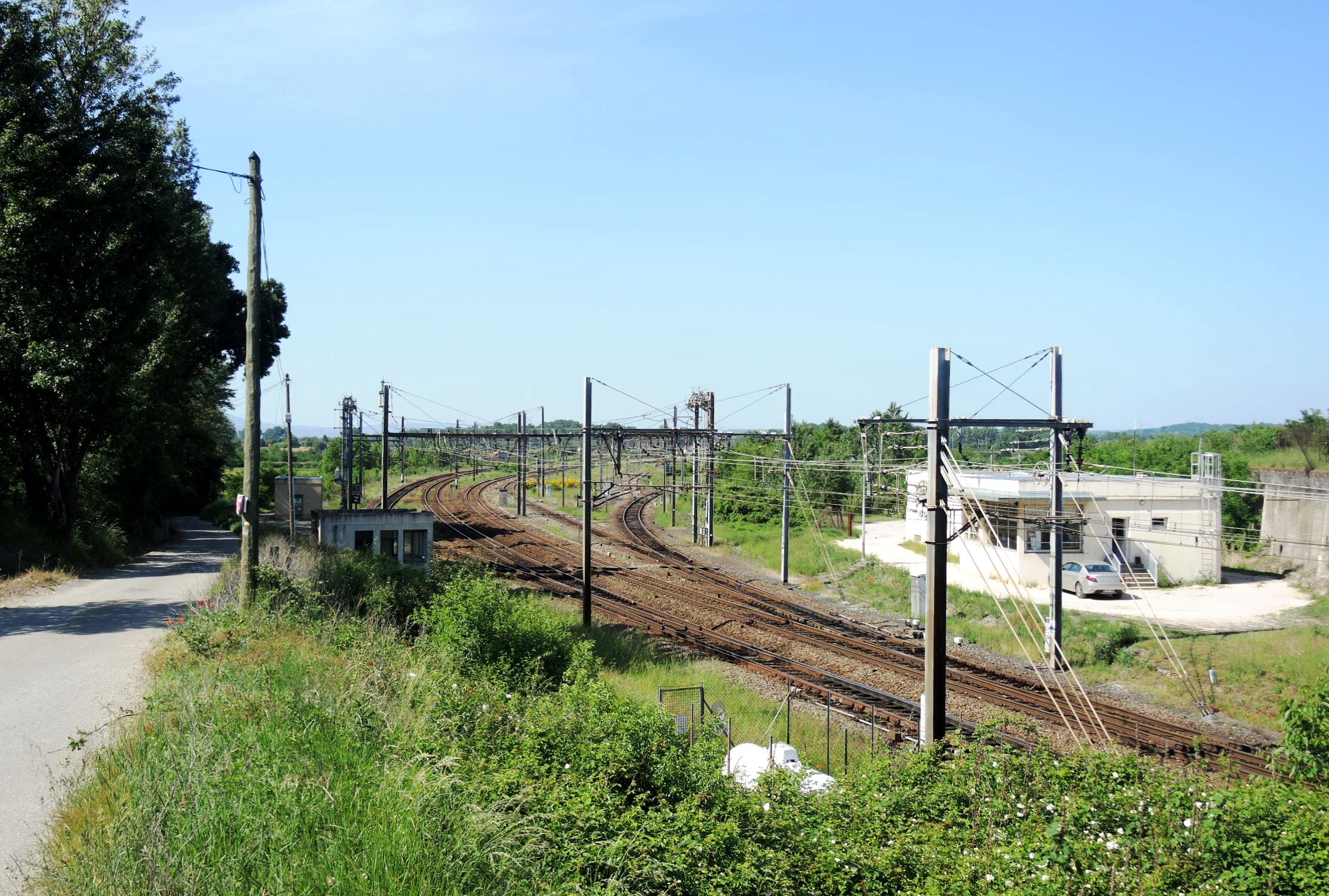
La voie la plus ancienne (à droite) se dirigeait vers Saint-Rambert-d'Albon.

Peyraud est dotée d'une gare en 1869, mais sur la voie ferrée qui reliait Saint-Rambert-d'Albon à Annonay, avec un pont en fonte pour traverser le Rhône. Cette ligne a été prolongée jusqu'à Firminy en 1885. La voie ferrée de la rive droite (de Givors à Nîmes) date, quant à elle, de 1880. Son raccord avec le pont a donné lieu à la construction d'une deuxième bretelle, vers le nord. Ces deux voies franchissent la route départementale 86 par deux ponts rapprochés. Une gare de triage a été aussi réalisée au croisement avec la ligne d'Annonay.
De Peyraud vers Annonay, le service a été supprimé en 1958 pour les voyageurs et en 1987 pour les marchandises. De Peyraud à Saint-Rambert en 1973 pour les voyageurs. La ligne de la rive droite a perdu son service voyageurs en 1973 et a été électrifiée en 1978. Le bâtiment de la gare sert maintenant de logement.

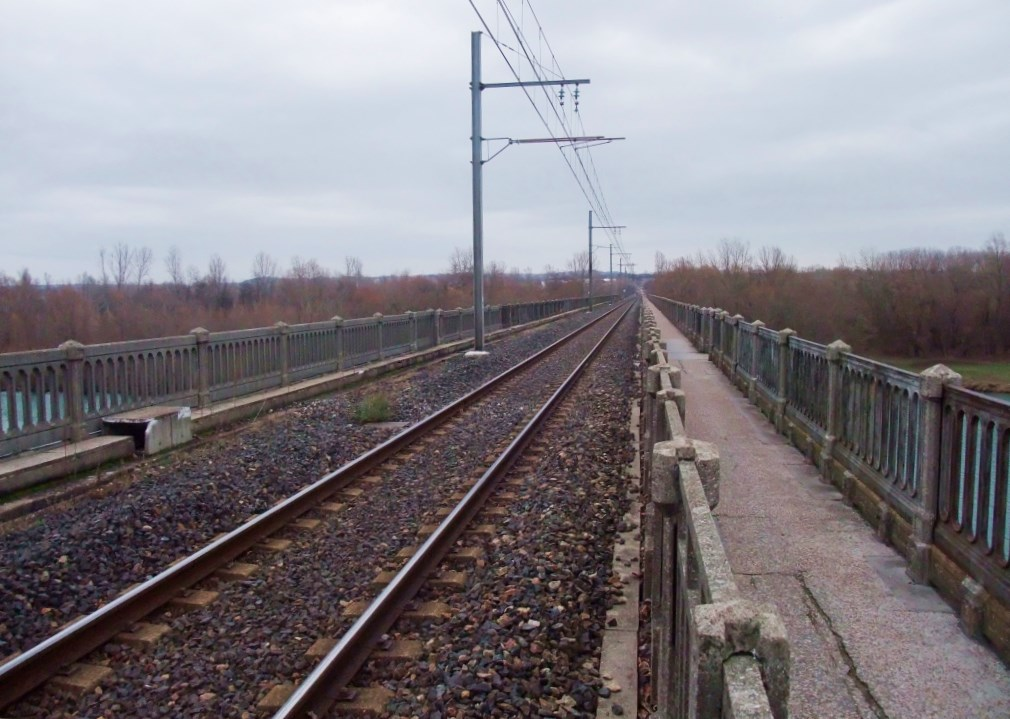
Le pont ferroviaire construit en 1868 est aussi piétonnier.

Le pont ferroviaire de Peyraud, construit en 1868, reste utilisé actuellement, car il permet de relier les deux voies ferrées qui encadrent le Rhône. Il est toujours accessible aux piétons et aux deux roues par un sentier qui borde la voie.
Pendant la Deuxième Guerre mondiale, ce pont a été le seul de la région à ne pas être détruit. Il a été utilisé comme pont routier avec l'adjonction d'un plancher entre les rails.
La nuit du 3 août 1944, c'est de la gare de Peyraud qu'un convoi de déportés, notamment juifs et résistants, venant de Marseille a été détourné vers Annonay par des cheminots. L'attaque du train par les maquisards de Vanosc en gare d'Annonay a permis de libérer 69 sur les 72 prisonniers partis de Marseille,.

### Patrimoine naturel

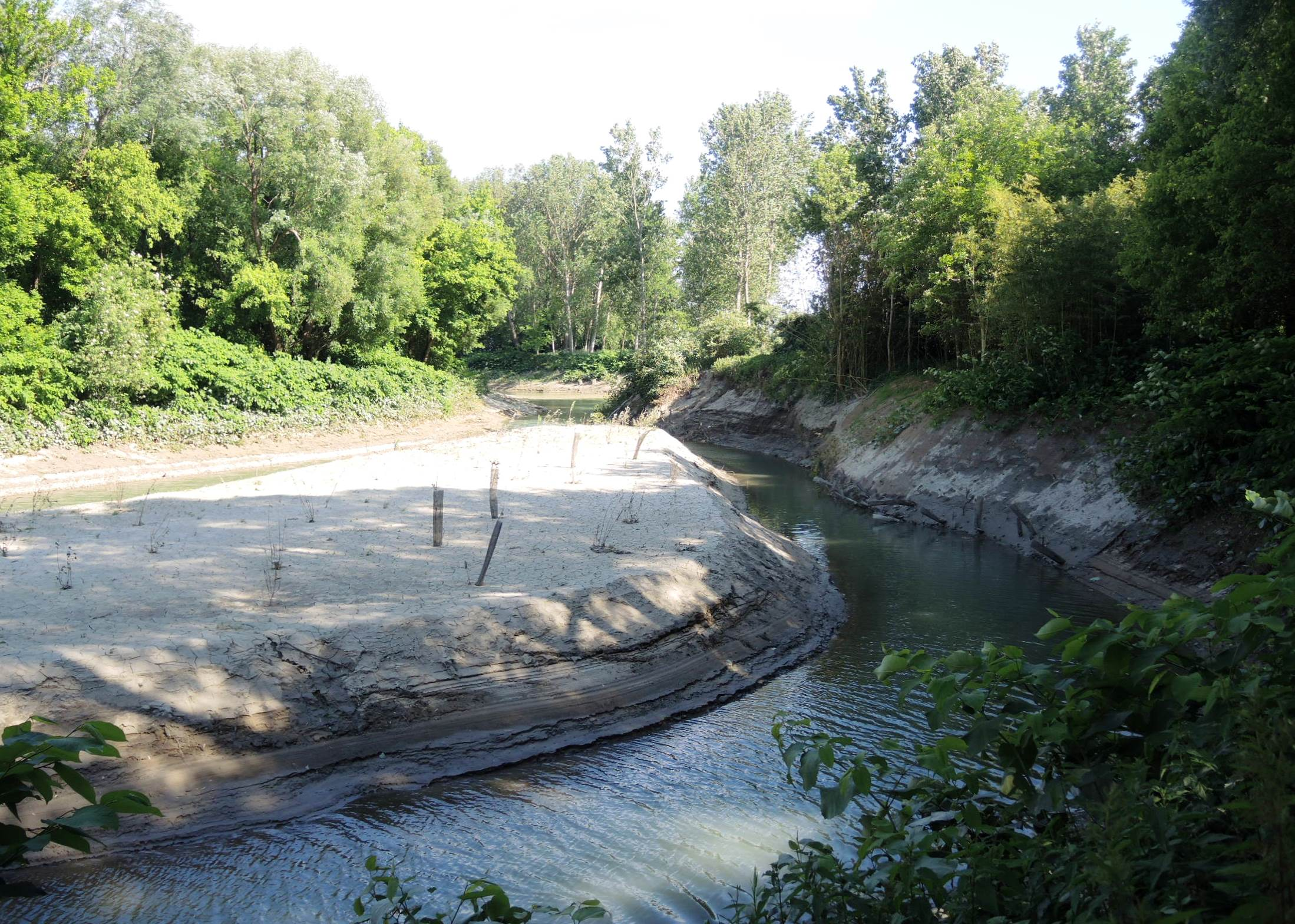
Les anciens bras du Rhône sont peu à peu remis en eau pour favoriser la biodiversité du milieu.

Remonter le ruisseau rive droite en amont du « pont romain » permet de découvrir plus haut une belle cascade. Le sentier monte ensuite sur le plateau de Charbieux et de Bogy. Un autre sentier permet de monter au hameau de Verlieux. Un itinéraire de Petite Randonnée permet de faire une boucle de 3 km jusqu'au plateau autour de la combe du Crémieux.
Du côté du Rhône, des chemins permettent d'approcher ou de longer les berges et la chute élevée en travers du Rhône en 1979. Dans le secteur le plus humide, la lône de la Sainte et celle du Prieuré ont été remises en eau, pour contribuer à réhabiliter les berges sauvages du Rhône. On peut poursuivre rive droite au nord jusqu'à Serrières ou au sud jusqu'à Champagne. Ou traverser par le pont ferroviaire pour atteindre la rive gauche.

### Personnalités liées à la commune
Guillaume Peyraut, dit Peyraldus, est né à Peyraud à la fin du XIIe siècle et mort à Lyon vers 1260. Entré chez les Dominicains, il est devenu prieur de leur maison de Lyon et également administrateur du diocèse de Lyon en 1250. Il a été un remarquable théologien, a écrit de nombreux ouvrages, traités, sermons et une somme qui a fait autorité dans les monastères jusqu'à la parution de la Somme théologique de Thomas d'Aquin,.

### Héraldique
| Blason de Peyraud | Les armes de Peyraud se blasonnent ainsi : De sinople au chevron losangé d'argent et de sable. |